# Mecha-Mecha Iketeru!
Mecha-Mecha Iketeru! (ou Mecha Mecha Iketeru!, Mecha x2 Iketeru!) (めちゃ×2イケてるッ!), alias Mecha-Ike (ou Mecha Ike) (めちゃイケ), sous-titré en mauvais anglais : What a cool we are !, est une populaire émission télévisée comique japonaise diffusée depuis 1996 sur Fuji Television, animée par le duo owarai Ninety Nine (Takashi Okamura et Hiroyuki Yabe), entourés d'autres animateurs réguliers. En plus de sketchs humoristiques, des jeux sont organisés dans le cadre de l'émission, avec des artistes connus invités à y participer.